# Diapera snowi
Diapera snowi là một loài bướm đêm trong họ Noctuidae.